# Tyrese Gibson
Tyrese Darnell Gibson (ur. 30 grudnia 1978 w Los Angeles) – amerykański aktor, raper i model. Wielką popularność zawdzięcza roli Romana Pearce’a w serii filmów Szybcy i wściekli.

## Życiorys

### Wczesne lata
Urodził się w Los Angeles, w dzielnicy Watts jako najmłodsze z czwórki dzieci Priscilli Murray Gibson (z domu Durham) i Tyrone’a Gibsona. Po tym, jak jego ojciec odszedł, wychowała go i jego starsze rodzeństwo samotna matka. Uczęszczał na Florida A&M University w Tallahassee.

### Kariera
Jego kariera rozpoczęła się w wieku 14 lat, kiedy to wygrał konkurs talentów. Pojawił się w słuchawkach na uszach śpiewając „Always Cool (Always Coca-Cola)” (1996) w autobusie w reklamie Coca Coli. Mając 17 lat został modelem firmy Tommy Hilfiger. Wystąpił także w reklamie firmy Gap Inc. Otrzymał wyłączny kontrakt z firmą Guess. Był członkiem gangu The Crips w Compton w Los Angeles.
W 1998 podpisał kontrakt muzyczny z RCA Records i wydał swój debiutancki album, który otrzymał nominację do Grammy i zawierał przebój „Sweet Lady”. Zwrócił na siebie uwagę branży muzycznej, udało się pozyskać wielu fanów i w styczniu 2000 został nagrodzony American Music Award w kategorii „Nowy Artysta soul i R&B”. Jego debiutancki album Tyrese (1998) zdobył platynę. Kolejne dwa albumy – 2000 Watts (2001) i I Wanna Go There (2002) – nie odniosły już tak wielkiego sukcesu.
Wystąpił w teledyskach innych wykonawców: SWV do piosenki „Rain” (1997), Ushera – „My Way” (1997), Moniki – „Angel of Mine” (1999), Da Brat – „What’chu Like” (2000), Roselyn Sánchez – „Amor Amor” (2003), R. Kelly/Big Tigger/Cam’ron – „Snake” (2003), Ludacrisa – „Act a Fool” (2003), Omariona – „Entourage” (2006), Keyshii Cole – „Love” (2007), Akona/Colby O’Donisa/Kardinala Offishalla – „Beautiful” (2008), Chrisa Browna/Lila Wayne’a/Swizza Beatza – „I Can Transform Ya” (2010), Lady Gagi i Beyoncé – „Telephone” (2010) w roli mężczyzny otrutego przez piosenkarki, Clintona Sparksa/2 Chainza/Macklemore – „Gold Rush” (2013), T-Paina/B.o.Ba – „Up Down (Do This All Day)” (2013) oraz Erica Bellingera/2 Chainza – „Focused On You” (2015).
W roku 2006 pojawił się we wspólnym utworze z Chingym pt. „Pulling Me Back”, który promował płytę tego drugiego. Parę miesięcy potem ukazał się 4. album Tyrese’a pt. Alter Ego, będący podwójnym wydawnictwem, którego pierwsza płyta to utrzymana w klasycznym stylu r’n’b muzyka do jakiej przyzwyczaił słuchaczy, natomiast na drugiej płycie pojawia się on jako Black Ty – raper. Przygotowywał fanów na to już rok wcześniej wypuszczając wraz z Bishopem Lamontem (raperem pochodzącym z tych samych rejonów) pod opieką DJ-a Warriora mixtape Best Of Both Hoodz, a potem wraz z DJ-em S&S mixtape „Ghetto Royalty”.
Debiutancka główna rola kinowa Josepha ‘Jody’ego’ Summersa w melodramacie Baby Boy (2001) przyniosła mu szwajcarską nagrodę Special Mention oraz nominację do nagród – Image i Black Reel. Zagrał potem u boku Paula Walkera w filmie sensacyjnym Za szybcy, za wściekli (2 Fast 2 Furious, 2003). W dreszczowcu Czterej bracia (Four Brothers, 2005) z Markiem Wahlbergiem wcielił się w postać jednego z czterech braci, poszukujących mordercy swojej matki.
Na początku grudnia 2013 zaśpiewał „My Best Friend” z Ludacrisem i The Roots dla zmarłego w tragicznym wypadku samochodowym Paula Walkera, przyjaciela z Szybkich i Wściekłych.

## Życie prywatne
W 2017 wziął ślub z Samanthą Lee Gibson.

## Dyskografia
- 1998: Tyrese
- 2001: 2000 Watts
- 2002: I Wanna Go There (wyd. J Records)
- 2005: Best Of Both Hoodz (mixtape wraz z Bishopem Lamontem)
- 2006: Ghetto Royalty (mixtape)
- 2006: Alter Ego (podwójny album, wyd. J Records)
- 2011: Open Invitation
- 2013: Three Kings (wraz z TGT)
- 2015: Black Rose

## Filmografia
- 1996: Hangin’ with Mr. Cooper (serial) jako Darrell
- 1997: Martin (serial) jako Dante
- 1998: The Parent 'Hood (serial) jako Thug
- 2000: Love Song (TV) jako Mad Rage/Skip
- 2000: Moesha (serial) Troy
- 2001: Baby Boy jako Jody
- 2003: Za szybcy, za wściekli (2 Fast 2 Furious) jako Roman Pearce
- 2004: Lot Feniksa (Flight of the Phoenix) jako A.J.
- 2005: Czterej bracia (Four Brothers) jako Angel Mercer
- 2006: Annapolis jako Cole
- 2006: Waist Deep jako O2
- 2007: Transformers jako sierżant Epps
- 2008: Death Race: Wyścig Śmierci jako Machine-Gun Joe
- 2009: Transformers: Zemsta upadłych jako sierżant Epps
- 2010: teledysk Lady Gagi Telephone jako chłopak Beyoncé
- 2010: Legion
- 2011: Transformers 3  jako sierżant Epps
- 2011: Szybcy i wściekli 5 jako Roman Pearce
- 2013: Szybcy i wściekli 6 jako Roman Pearce
- 2015: Szybcy i wściekli 7 jako Roman Pearce
- 2017: Szybcy i wściekli 8 jako Roman Pearce
- 2021: Szybcy i wściekli 9 jako Roman Pearce
- 2022: Morbius jako Simon Stroud